# Station Grimsby Town
Grimsby Town is een spoorwegstation van National Rail in Grimsby, North East Lincolnshire in Engeland. Het station is eigendom van Network Rail en wordt beheerd door First TransPennine Express. Het station is geopend in 1848.